# Григор'євка (Альшеєвський район)
Григо́р'євка (рос. Григорьевка, башк. Григорьевка) — присілок у складі Альшеєвського району Башкортостану, Росія. Входить до складу Кармишевської сільської ради.
До 10 вересня 2007 року присілок називався Роз'їзда Аврюз.
Населення — 22 особи (2010; 24 в 2002).
Національний склад:
- росіяни — 54 %
- башкири — 46 %